# Canal de Castille
Le Canal de Castille (espagnol : Canal de Castilla) est un canal du nord de l'Espagne. Construit au cours de la dernière moitié du XVIIIe siècle et la première moitié du XIXe siècle, il traverse les provinces de Burgos, Palencia et Valladolid, dans la communauté autonome de Castille-et-León. Il est l'un des rares canaux du pays.

## Présentation

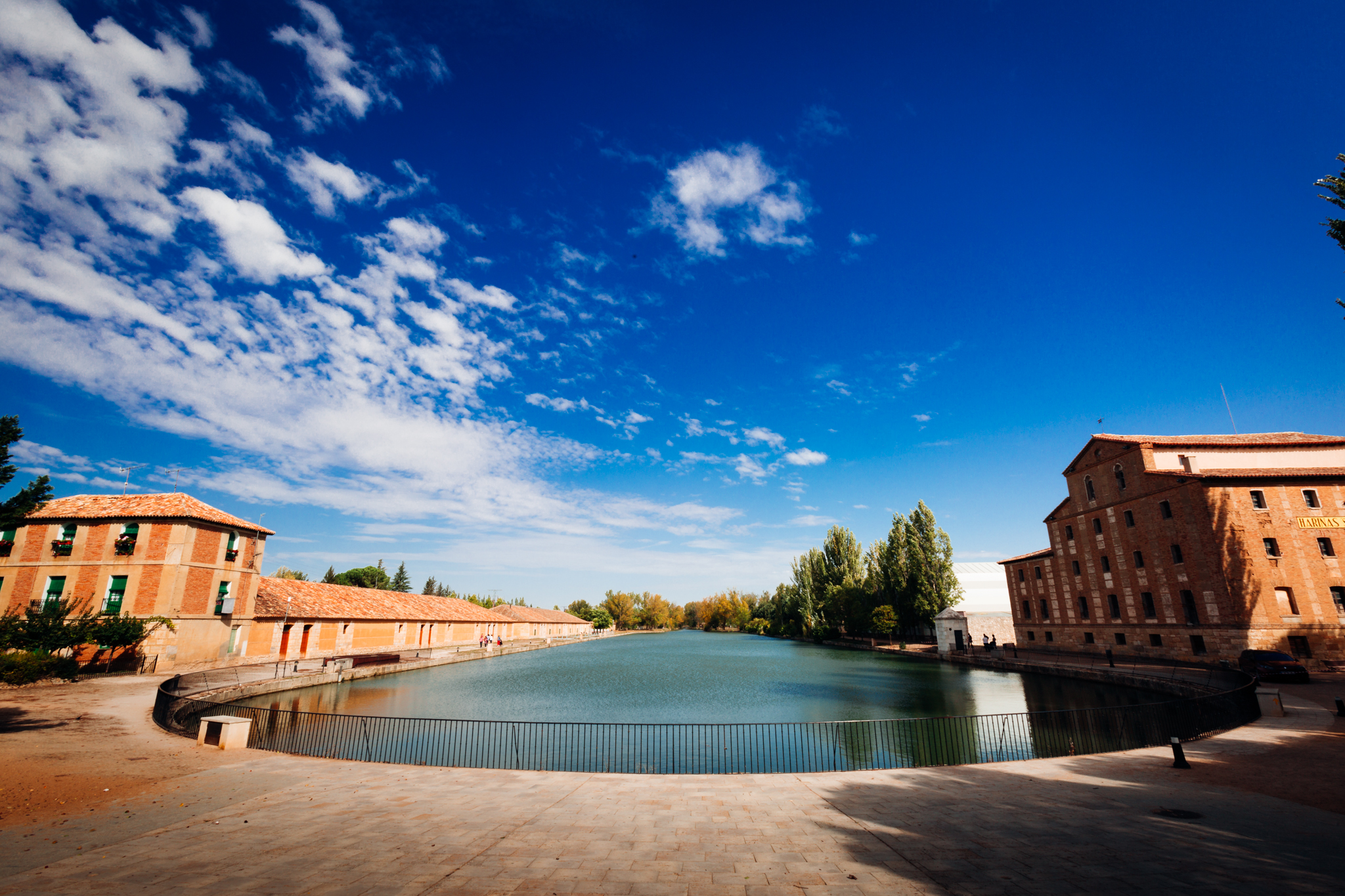
Le canal de Castille à Medina de Rioseco. Octobre 2019.

Sa construction a commencé en 16 juillet 1753 et il a fallu près d'un siècle pour le finaliser ; il n'a été inauguré qu'en fin 1849, le 14 décembre 1849.
Il a été construit afin de faciliter le transport du blé de la Castille aux ports du Nord. Toutefois, lorsque les chemins de fer se sont développés dans le nord de l'Espagne au XIXe siècle, le canal est devenu la colonne vertébrale d'un vaste système d'irrigation.
Semblable à un 'Y' inversé dans sa configuration, le canal s'étire sur 207 km, reliant les villes de Alar del Rey, considérée comme le début de la branche nord, Valladolid et Medina de Rioseco, au bout des branches sud.
Il suit la vallée du Pisuerga dans lequel il conflue en rive droite au sud de Valladolid.

## Communes traversées

### province de Valladolid
Il traverse neuf municipalités dans la province de Valladolid. 

## Nature
Au fil du temps, les marges du canal ont fini par former une série de zones humides à forte valeur écologique, constituant un îlot de biodiversité. Leur valeur écologique élevée est liée à la diversité de la végétation aquatique et le nombre important de vertébrés qui s'y trouvent. Pour ce qui est des oiseaux, dans le canal, il y a :
- - 121 espèces d'oiseaux nidifiants et hivernants et également des oiseaux migrateurs ;
  - 42 espèces de mammifères, 15 d'entre elles sont insectivores ;
  - 11 espèces d'amphibiens ;
  - 14 espèces de reptiles ;
  - 14 espèces de poissons.